# Дубровницкая республика
Дубровницкая республика (хорв. Dubrovačka republika, лат. Respublica Ragusina, итал. Repubblica di Ragusa, сербохорв. Дубровачка Република / Dubrovačka Republika; Республика Святого Влаха) — город-государство на побережье Адриатического моря, существовавшее с XIV века до 1808 года. Столицей республики был город-порт Дубровник, помимо которого территория государства включала далматинское побережье от Неума до Боки Которской, полуостров Пелешац и острова Ластово, Млет и ряд других небольших островков вокруг столицы.
Возникнув как центр морской и сухопутной торговли с Балканами, Дубровницкая республика достигла пика своего могущества в XV—XVI веках, когда она стала одним из главных посредников в экономических отношениях Османской империи и европейских государств. Несмотря на то что подавляющее большинство населения было славянами, общественно-политический строй и правящая элита республики находились под сильным итальянским влиянием, а официальным названием государства было восходящее к латинскому языку Республика Рагуза.
В разные периоды своей истории Дубровник признавал номинальный сюзеренитет Венгрии, Османской империи и Австрии, однако фактически оставался независимым. Структура управления республики обеспечивала невозможность концентрации власти в одних руках. В 1806 году территория Дубровника была оккупирована войсками Наполеона, в 1808 году республика была упразднена и присоединена к Франции. В настоящее время эти земли составляют южный анклав Хорватии.

## Ранняя коммуна (VII век—1205)
В VII веке (согласно традиции — в 614 году) греческие беженцы из разрушенного славяно-аварским вторжением города Эпидавра основали на небольшом острове у далматинского побережья город Рагуза. Напротив островной Рагузы, на материке, у подножия горы Срдж, в том же VII веке возникло сербское поселение (племя травуняне), под названием Дубрава (в честь окружающих дубовых рощ), впоследствии трансформировавшимся в Дубровник. Постепенно оба населённых пункта срослись в один, а разделявший их пролив был осушён, и на его месте возникла центральная улица города — Страдун. Вокруг Дубровника располагалась сербская жупа Травуния.

Древний девиз города-республики: 
Свобода или смерть!
На протяжении веков оба названия параллельно употреблялись в повседневной речи: Рагузой город, как правило, называли потомки романского населения, Дубровником — славянского. Однако в официальном делопроизводстве город очень долго именовался исключительно Рагузой, несмотря на то, что романский по происхождению далматинский язык, на котором говорили беженцы из Эпидавра, практически исчез из употребления ещё в XVI столетии. Причины этого заключены в том, что исторически официальным языком здешних мест вплоть до середины XV века оставалась латынь, а позднее стал итальянский язык. Впервые Дубровник под своим славянским именем упоминается в «Повелье бана Кулина» — грамоте боснийского бана Кулина от 1189 года, а официально имя «Дубровник» стало употребляться лишь с 1918 года, в связи с освобождением южнославянских земель от австрийского владычества.
Долгое время Дубровник представлял собой небольшое поселение со смешанным славяно-романским населением под верховной властью Византии и входил в состав фемы Далмация. Прилегающие материковые земли были заняты под виноградники, за которые жители города платили дань соседним сербским князьям Травунии и Захумья. Процесс христианизации в Дубровнике был достаточно быстрым и характеризовался сильным влиянием Папы римского. Уже в 1022 году город стал центром самостоятельного архиепископства.
В XI—XII веках вследствие общего экономического подъёма в Средиземноморье развитие Дубровника как торгового и ремесленного центра ускорилось. Удобные пути связи с внутренними регионами Балкан и, по морю, со всей Европой способствовали превращению города в важный центр посреднической торговли, а также ремесленного производства (прежде всего, судостроения и деревообработки). Особое значение имели торговые связи Дубровника с соседними славянскими княжествами. После победы дубровчан над войсками сербского князя Стефана Немани в 1186 году был заключён первый договор о дружбе и свободе торговли в других сербских землях. В 1189 году аналогичное соглашение было заключено с Боснией (в нём впервые упомянуто славянское название города — Дубровник). В 1192 году император Исаак II Ангел предоставил дубровницким купцам право беспошлинной торговли в Византии. Затем были подписаны торговые договоры с итальянскими коммунами.
Одновременно усилилась борьба между различными государственными образованиями за власть в Далмации. В 866—867 годах Дубровник долго осаждал арабский флот — но ушёл ни с чем. В память о этом был воздвигнут монумент Орландо (графа Роланда)— символ победы. В 922 году город захватили болгары.
С конца X века в регионе усилилась экономическая и политическая роль Венеции. В 948 году венецианцы попытались завоевать Дубровник, однако потерпели поражение. Согласно легенде, эта победа дубровчан была одержана благодаря вмешательству святого Влаха, который позднее стал покровителем города. В 1000 году Венеции удалось на некоторое время захватить Дубровник. Позднее на эти земли выдвинуло претензии сильное норманнское королевство в Южной Италии. В результате Дубровник был вынужден лавировать между Византией, Венецией, Сицилийским королевством, признавая сюзеренитет то одной, то другой стороны, что способствовало укреплению самостоятельности города. В 1205 году, после падения Константинополя, Дубровник перешёл под власть Венеции.

## Под властью Венеции (1205—1358)

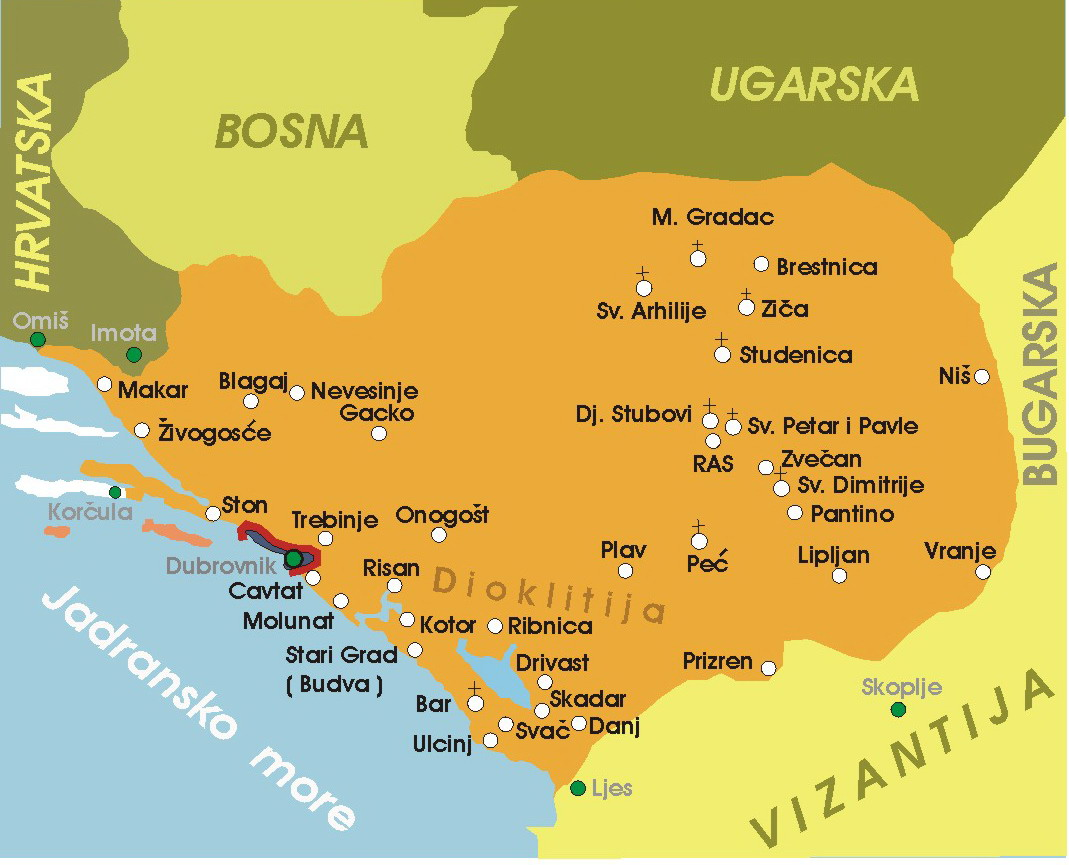
Дубровник в окружении Сербии

После присоединения Дубровника к владениям Венецианской республики на морскую торговлю города был наложен ряд ограничений. В то же время поощрялась сухопутная торговля со славянскими государствами Балканского полуострова. Расширение торговых связей Дубровника с Сербией и Болгарией способствовало экономическому прогрессу в этих государствах в XIII—XIV веках. В этот период Дубровник стал крупнейшим торговым центром Восточной Адриатики, через который осуществлялись торговые связи Европы с Балканами. Из славянских государств через Дубровник вывозилась, главным образом, продукция сельского хозяйства и меха, а ввозилось оружие, стеклянные и металлические изделия. Наибольшую статью дохода города составляла торговля солью. Особенно крепкими были позиции дубровницких купцов в Сербии, где им были предоставлены многочисленные торговые привилегии и монополии на разработку недр (в том числе шахты по добыче драгоценных металлов). Поселения дубровчан возникли во всех крупных городах балканских государств, причём эти колонии пользовались правами внутреннего самоуправления. Одновременно развивалась торговля Дубровника с Венецией, где товары дубровницких купцов были освобождены от пошлин.
В период венецианского господства система городского управления Дубровника окончательно оформилась по образцу итальянских коммун. В городе были сформированы Большой совет — высший законодательный орган, Малый совет — высший исполнительный орган, сенат и коллегия консулов. Структура и функции этих органов в значительной степени копировали аналогичные венецианские учреждения. Приор коммуны получил титул князя (ректора) и являлся формальным главой городского самоуправления Дубровника, подчиняясь Большому совету Венецианской республики. В отличие от итальянских городов, в Дубровнике была довольно слабая имущественная дифференциация, что привело к складыванию лишь двух общественных слоёв — нобилитета и пополанов. Нобили (патриции) сосредоточили в своих руках крупную торговлю и установили монополию на власть в городе: в 1235 году доступ в Большой совет Дубровника был закрыт для новых членов, что сформировало узкую правящую олигархию. Другой особенностью дубровницкой коммуны стало сохранение сильного античного влияния: тесная полисная связь города с округой, отсутствие платы за замещение должностей, равное распределение новоприобретённых земель между нобилями. Система подестата, характерная для итальянских коммун этого периода, в Дубровнике не сложилась.

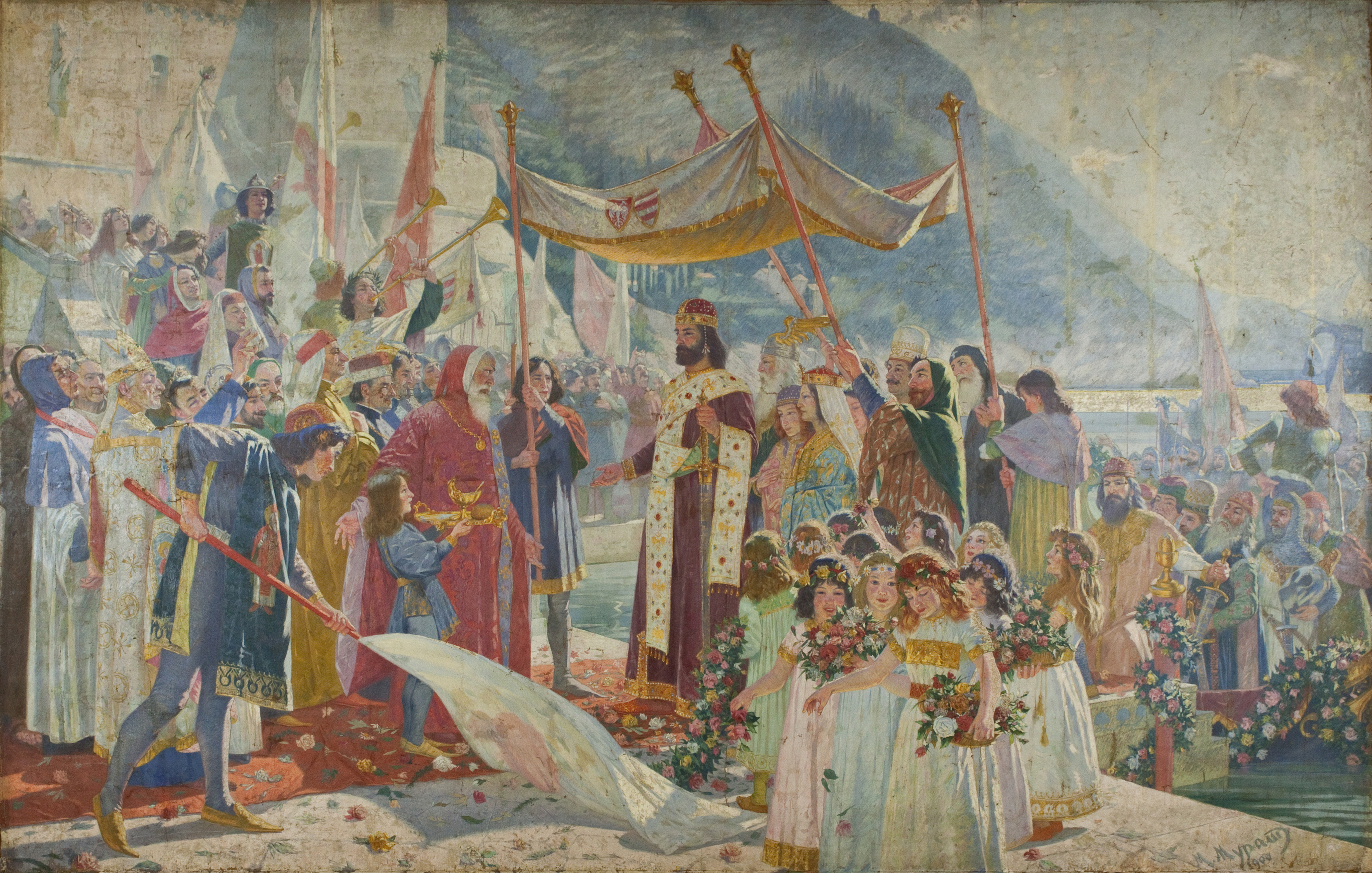
Император Душан в Дубровнике. Работа Марко Мурат.

Дубровник 1268 согласился уточнить сербский данак (српски данак) в размере 2000 перпера в день святого Димитрия, который попал под вассальную зависимость Сербии. В это время, Дубровник значительно расширил свои границы: в 1333 году сербский король (позже император) Душан в знак привязанности пожаловал город Стон с полуостровом Пельешац, и на остров Млет, Душан дал Дубровнику и побережье от Стона к Затону.

## Дубровницкая республика в период расцвета

### Фактическая независимость (1358—1458)
После поражения Венеции от венгерского короля Лайоша Великого, по Задарскому договору 1358 года, Далмация вместе с Дубровником перешла под сюзеренитет Венгрии. В том же году между рагузским архиепископом Джованни Саракой и Лайошом I были согласованы конкретные формы власти венгерского короля над Дубровником. Власть Венгрии, практически не имевшей флота, была чисто номинальной, а вся полнота власти в городе перешла местному нобилитету.
В этот период резко усиливается значение Дубровника как ремесленного центра. В город переселились множество ремесленников из Италии, происходила специализация и усовершенствование ремесла, ориентированного на экспорт, прежде всего оружейного дела и сукноделия. В дубровницких мастерских активно использовался наёмный труд. Дубровник стал единственным городом Далмации, по уровню развития ремесла не уступающим итальянским коммунам. Однако в Дубровнике не сложилась классическая цеховая структура ремесла. Ремесленники объединялись в религиозные корпорации — братства, не имеющие влияния на политическую систему республики.
Освобождение из-под власти Венеции также способствовало росту морской торговли и процветанию города. Дубровник превратился в центр денежных операций и кредитования балканских государей. Несмотря на ряд военных конфликтов с Сербией и Боснией, республика в целом сохраняла хорошие отношения со своими соседями, одновременно продолжая расширять свою территорию: в 1399 году было присоединено Дубровницкое приморье (до Пелешаца), в 1419—1426 годах — область Конавли с городом Цавтат, а затем побережье до Боки Которской. Дубровник стал также одним из главных центров работорговли в Восточном Средиземноморье (торговля рабами была запрещена лишь в 1416 году).
В XIV—XV веках быстро увеличивалось население республики, главным образом за счёт иммиграции из балканских государств. К концу XV века численность населения Дубровника составила около 20 тысяч человек. Благодаря притоку славян значение романского элемента в этническом составе населения стало падать. Однако языком правящей элиты оставался итальянский (c 1492 года он заменил в качестве официального языка латынь), сохранялась церковная зависимость от Рима и тесные связи с итальянскими городами. Система управления республикой также была основана на городском праве итальянских коммун. Власть продолжала оставаться в руках узкой олигархии нескольких десятков семей нобилей, однако социальных конфликтов в этот период не отмечено.

### Установление сюзеренитета Османской империи (XV—XVI вв.)

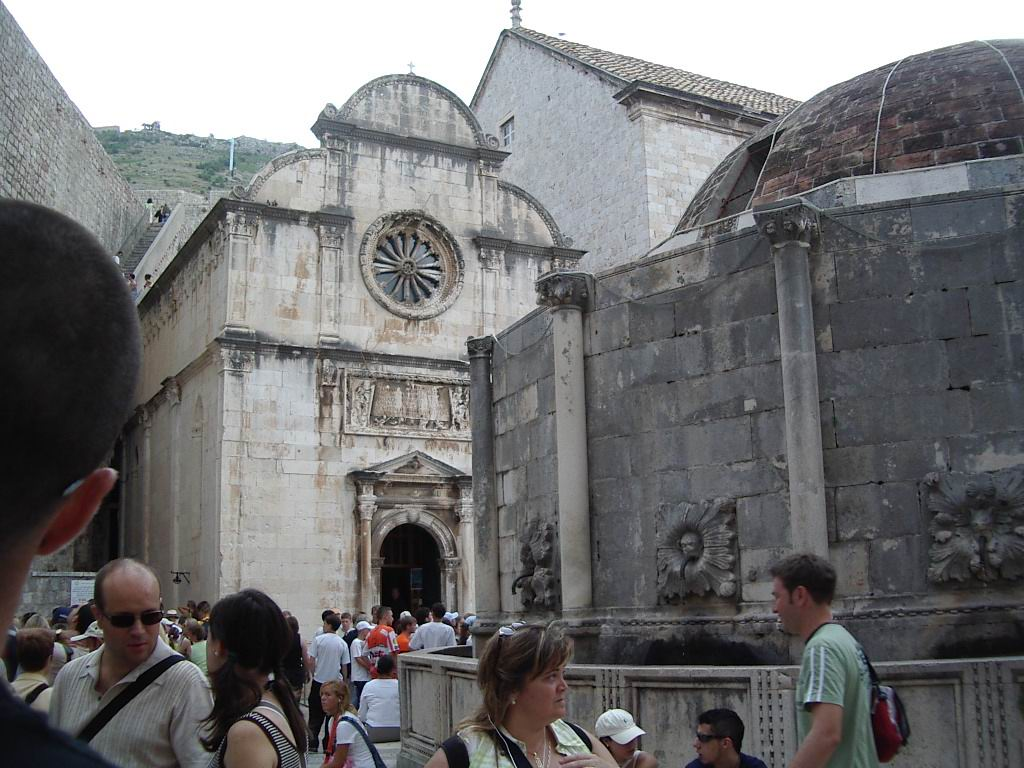
Вид на историческую часть Дубровника

В конце XIV века появилась турецкая угроза для существования Дубровницкой республики. Османская империя постепенно захватывала балканские государства, приближаясь к границам Дубровника. В город начался массовый приток славянских беженцев, велись фортификационные работы и в ускоренном темпе возводились укрепления на подступах к Дубровнику. Город стал одной из наиболее мощных крепостей на Балканах. Одновременно правящая элита государства начала проводить политику умиротворения. Уже в 1430-х гг. был заключён первый торговый договор Дубровника и Османской империи.
В 1458 году республика официально признала сюзеренитет султана и обязалась уплачивать дань, взамен чего ей была предоставлена свобода торговли на территории империи. В 1481 году размер дани был повышен до 12 500 дукатов в год. Однако зависимость республики от Османской империи была крайне слаба и фактически ограничивалась уплатой дани. Напротив, предоставление исключительных привилегий дубровницким купцам в империи создало благоприятные условия для дальнейшего развития города и его торговли. Дубровник стал основным торговым каналом Османской империи на Адриатике, а поселения дубровчан в турецких городах на Балканах сохранили широкую автономию и фактически монополизировали торговую деятельность в регионе. Дубровницкие суда имели право плавания по Чёрному морю, закрытому для кораблей других стран. Посредническая торговля между Османской империей и итальянскими государствами стала главной сферой экономики города.
Зависимость экономики республики от торговли с Османской империей предопределила политику нейтралитета, занимаемую Дубровником во время военных конфликтов турок с западными державами. Нейтралитет позволял продолжать торговые отношения с обеими воюющими группировками и способствовал расширению сферы дубровницкой торговли, теперь включающей Египет, Сирию и Испанию. Во всех крупных портах Средиземного моря были созданы постоянные представительства республики. Флот Дубровника превысил 200 кораблей. Даже когда в конце XVI века под нажимом папы римского республика предоставила свой флот в распоряжение Испании для борьбы с мусульманскими пиратами и вассалами Порты, Османская империя не выступила против, желая использовать Дубровник для продолжения торговли с европейскими государствами. Экономическая и военная мощь Дубровницкой республики, поддерживаемой турками, позволила ей стать главным соперником Венеции в Средиземном море и Адриатике.
|  |

## Упадок Дубровницкой республики (XVII—XVIII вв.)
С конца XVI века начался процесс снижения торговли Дубровника и упадка республики, вызванный великими географическими открытиями, перемещением европейских торговых путей в Атлантический океан, ростом конкуренции французских, голландских и английских купцов на море, а славянских и греческих — на Балканах. Резко обострились отношения с Венецией, которая развернула борьбу за расширение своих позиций на Адриатике и пыталась вытеснить Дубровник с турецкого рынка (наиболее ярко это проявилось в истории с перестройкой порта Сплита в конце XVI века). Венецианская республика препятствовала дубровницкой торговле с Италией и начала взимать пошлины за провоз товаров по Адриатическому морю.
В 1602 году венецианцы организовали восстание против власти Дубровника на острове Ластово. В 1630—1633 годах между Дубровником и Венецией вспыхнул военный конфликт за контроль над островом Локрум. Дубровницкая республика была вынуждена всё больше ориентироваться на Османскую империю, без поддержки которой борьба с Венецией была невозможна. В результате в XVII веке Дубровник стал самым верным среди европейских государств союзником турок.
Во время Кандийской войны (1645—1669) торговая деятельность Дубровника несколько оживилась, однако союз республики с Портой вызвал нападения на её территорию хорватских ускоков и черногорцев, разоривших прибрежные области Дубровника.
В 1667 году в городе произошло крупное землетрясение, уничтожившее более 5 000 человек и разрушившее большинство зданий города. Постепенно город был отстроен, однако он так и не смог оправиться окончательно. Ослаблением Дубровника воспользовалась Венеция, усилившая давление на республику и предлагая ей своё покровительство. Дубровнику пришлось в 1684 году номинально признать сюзеренитет императора Священной Римской империи и короля Венгрии Леопольда I, желая использовать его против притязаний Венеции.
Когда в 1694 году венецианская армия оккупировала Требине и Герцеговину, отрезав тем самым республику от территории Османской империи, император добился вывода войск Венеции. Тем не менее, в 1699 году, согласно условиям Карловицкого мира, Далмация перешла под власть Венеции. Чтобы не дать возможности венецианцам в будущем атаковать Дубровник с суши, республика уступила два небольших участка своей территории Османской империи, отгородившись тем самым от венецианских владений на материке. Один из этих участков, на северной границе вокруг городка Неум, в настоящее время является единственным выходом Боснии и Герцеговины к Адриатике.
В конце XVII—XVIII веке экономика Дубровницкой республики переживала полный упадок. Практически полностью прекратилась предпринимательская и торговая деятельность Дубровника на Балканах и в Леванте, некоторое значение сохранила лишь перевозка иностранных грузов по Адриатике. В середине XVIII века с концом венецианского господства в Средиземноморье дубровницкая торговля несколько оживилась, однако она не могла выдержать конкуренции Франции, получившей особые привилегии в Османской империи.
В период русско-турецкой войны 1768—1774 годов республика выступила на стороне Порты, предоставив свой флот для ведения военных действий против России. Но в 1775 году в гавань Дубровника вошла крупная эскадра графа Алексея Орлова. В городе было открыто российское консульство, и с этого времени начались дипломатические отношения между Дубровницкой республикой и Россией. Считается также, что Дубровник был первым европейским государством, признавшим в 1776 году независимость Соединённых Штатов Америки.
Политический строй республики в XVII—XVIII веках оставался неизменным. Сохранялась монополия нобилитета на власть. Верхушка пополанов, не имеющая доступа к управлению, создала две замкнутые религиозно-политические организации: братство Святого Антуана (крупные купцы-судовладельцы и наиболее состоятельные горожане) и братство Святого Лазаря (торговцы с Востоком). После землетрясения 1667 года четыре семьи из братства Святого Антуана получили доступ в Большой совет, однако реального слияния новой пополанской верхушки и нобилитета не произошло.

## Падение республики (начало XIX века)
15 мая 1806 войска наполеоновского генерала Лористона заняли Новую Рагузу (Дубровник). В ответ с 5 по 24 июня она была осаждена русско-черногорскими войсками. Когда к Дубровнику подошёл французский отряд генерала Молитора, осада была снята.
В 1808 году Дубровницкая республика была упразднена, а её территория вошла в состав Иллирийских провинций, подчинённых непосредственно Франции. Французский маршал Огюст Мармон был объявлен герцогом Рагузы.
В 1814 году в город вошли австрийские войска генерала Тодора Милутиновича, поддержанные английским экспедиционным корпусом. Французская администрация была ликвидирована. По решению Венского конгресса в 1815 году Дубровник был присоединён к Австрийской империи и вошёл в состав коронной земли Королевство Далмация. Попытки дубровницкого нобилитета воссоздать республику в 1815 году провалились.
О дальнейшей истории города Дубровник см. История Дубровника.

## Система управления
Система управления Дубровницкой республики была построена на олигархическом принципе: вся власть принадлежала узкой группе нобилитета, которой противостояла основная масса горожан — пополанов, не имеющих никакого влияния на формирование органов власти и не участвующая в политической деятельности. В XVI—XVII вв. верхушка пополанов (торговцы-судовладельцы) обособилась в отдельный слой граждан, члены которого получили возможность занимать мелкие муниципальные должности, а после землетрясения 1667 года несколько семей горожан были допущены в Большой совет. Сословные границы между нобилитетом, гражданами и пополанами были очень жёсткими, межсословные браки были строго запрещены. Об ограниченности круга лиц, имеющих доступ к власти, говорят данные о составе Большого и Малого совета республики: в 1802 г., например, 6 из 8 членов Малого и 15 из 20 членов Большого совета представляли 11 наиболее знатных дубровницких семей, а половина из князей Дубровника последних восьми лет существования республики была выходцами из 5 семей нобилей.
Структура органов управления Дубровницкой республики во многом копировала венецианскую модель государственного устройства. Высшим законодательным органом являлся Большой совет (лат. Consilium Maior, хорв. Veliko vijeće — Великое вече), в который входили все представители нобилитета Дубровника, достигшие 18 лет. Этот орган принимал законы, избирал князя, выбирал и утверждал судей, таможенников, консулов и других муниципальных чиновников, решал государственно-правовые и конституционные вопросы. Большой совет формировал Сенат (лат. Consilium rogatorum) из 45 членов, старше 40 лет, избиравшихся на один год. Именно он обладал наибольшей властью в республике. В отличие от итальянских коммун, организация Сената препятствовала установлению доминирования одной семьи (как Медичи во Флоренции или Скалигеры в Вероне), тем не менее практически всю историю существованию этого органа наибольшим влиянием в нём пользовались члены семьи Сорго.
Малый совет (лат. Consilium Minor, хорв. Malo vijeće — Малое вече) являлся исполнительным органом, состоящим из 11 членов (после 1667 г. — из 7), выбираемых князем из состава Большого совета на 1 год. Князь (лат. Rector — Ректор) осуществлял руководство исполнительными органами власти, председательствовал на Большом и Малом совете и выполнял представительские функции. Князь избирался Большим советом, причём срок его полномочий составлял лишь один месяц, а повторно он мог переизбраться лишь через два года. Влияние князя было чисто номинальным, а малый срок его полномочий препятствовал концентрации власти в республике в руках одного человека. Этот факт позволяет некоторым историкам считать Дубровницкую республику первым демократическим государством в Европе, хотя её «демократия» относилась лишь к нескольким десяткам аристократических фамилий страны. Тем не менее на флаге республики было начертано слово «Libertas» (с лат. — «свобода»), а над входом в крепость Сан-Лоренцо перед городскими стенами Дубровника было написан девиз «Non bene pro toto libertas venditur auro» (с лат. — «свобода не продаётся ни за какое золото»).

## Языки и этнический состав
По данным переписи населения, которая проводится на территории Австро-Венгерской империи, 31 декабря 1890 года Муниципалитет Дубровник включен в территорию размером 36,26 квадратных километров и имеет население 11,177 человек, из которых 9713 (или 87 %) говорило по-сербски.
Этнический состав населения Дубровника был достаточно пёстрым. На ранних этапах истории преобладало, видимо, романское население, которое собственно и заложило основу полисно-коммунальной общественно-политической структуры республики. Однако значение славянского элемента, довольно значительное уже с момента объединения поселений Рагуза и Дубрава, неуклонно росло и, вероятно, уже в XII—XIII веках стало превалирующим. С началом турецких завоеваний в город устремилась новая волна славянских переселенцев с Балкан, которая обеспечила превращение Дубровника в по преимуществу славянский город, хотя социально-экономический вес колонистов из Италии (прежде всего среди высококвалифицированных ремесленников и крупных торговцев) был также значительным. Дубровницкие славяне были смешанного сербского и хорватского происхождения, причём доминировал, по мнению современных историков, хорватский элемент.
Официальным языком Дубровницкой республики первоначально была латынь, на основе которой в средние века развился своеобразный далматинский язык, использовавшийся преимущественно в устно-бытовом общении, хотя до нас дошли письменные памятники на языке. Наплыв славян сначала привёл к распространению в городе славяно-романского двуязычия, а затем к постепенному угасанию относительно малочисленного далматинского языка. Пытаясь спасти находящийся на грани исчезновения далматинский язык, в 1472 году Сенат Дубровника утвердил его в качестве языка обсуждений и государственных актов. Но к этому времени близкородственный итальянский язык уже стал языком верхушки горожан, прежде всего нобилитета, сконцентрировавшего в своих руках всю полноту власти в республике, хотя основная масса населения уже в XV веке перешла на сербский язык.
Под влиянием Венецианской талассократии в XIV—XV веках подавляющее большинство аристократии Дубровника, как далматинской, так и славянской подвергается сильной итальянизации и считает себя так называемыми далматинскими итальянцами. Численное преимущество славян и среди городской аристократии стало очевидным в XVI—XVII веках, хотя и они продолжали использовать итальянский язык и ориентироваться на культуру итальянских городов-государств, что служило одним из способов демонстрации своей обособленности от массы незнатных горожан, говорящих на местном диалекте хорватского языка. С упадком могущества Венеции, перешедшей под контроль Австрийской империи, а затем и Австро-Венгрии, итальянский элемент в жизни города и области ослабевает с 33 % в 1815 году до 12,5 % в 1865 и до 3,1 % в 1880. Соответственно усиливается преобладание хорватов в жизни города уже после падения республики.

### Далматинский язык
В ранние периоды истории Дубровника использовался также далматинский язык романского происхождения. Сохранились несколько документов, написанных на рагузском диалекте далматинского языка, которые датируются XIII веком. С вытеснением романского населения Дубровника славянами значение далматинского языка падало, и к XVI веку этот язык вышел из употребления в республике.
Что касается хорватского языка, то его подъём начался в XV веке, когда часть дубровницкой аристократии и священнослужителей стала переводить литературу с латинского и итальянского языков на местный вариант хорватского. Так в 1597 году дубровницкий поэт Доменико Златарич перевёл на хорватский трагедию Софокла «Электра». Позднее сербский язык использовался в творчестве целой плеяды дубровницких писателей и поэтов: Бернардина Павловича, Якова Микали, Иоакима Стулича и других. Работы этих авторов, написанные на дубровницком варианте хорватского языка, сыграли значительную роль в развитии хорватской литературы и складывании современных стандартов хорватского языка. Существенно, что после падения Дубровницкой республики и вхождения города в состав Австрийской империи, именно Дубровник стал центром движения за воссоединения Далмации с банской Хорватией, тогда как влияние итальянского ирредентизма было, по сравнению с другими далматинскими городами, незначительным.